# Steam Deck
 (février 2024).
Le Steam Deck est une console de jeux vidéo hybride, pouvant aussi bien faire office de console portable que de console de salon, produite par Valve Corporation. Elle est commercialisée depuis le 25 février 2022.
Son système d’exploitation est SteamOS, une distribution Linux embarquant notamment le logiciel Proton, la rendant compatible avec la plupart des jeux disponibles sur Microsoft Windows.

## Historique

### Steam Machine, genèse du Steam Deck et conception
La première tentative de Valve dans le domaine du matériel a été faite avec leur Steam Machines, un appareil basé sur SteamOS, le système d'exploitation de Valve dérivé de Linux. Lancée en 2015, la Steam Machine a été un échec commercial pour Valve et l'entreprise a discrètement décidé d'abandonner le projet en avril 2018, tout en déclarant qu'elle restait déterminée à fournir, dans le futur, un certain type de machine matérielle ouverte. Steve Dalton, concepteur du Steam Deck, a déclaré « Il y a toujours eu ce problème classique de la poule et de l'œuf avec la Steam Machine », car il fallait que les joueurs et les développeurs de jeux adoptent Linux pour que les machines suscitent un intérêt critique et que les fabricants suivent. Le manque de disponibilité des jeux sous Linux pendant la durée de vie des Steam Machines a conduit Valve à investir dans le développement de Proton, une surcouche de compatibilité pour permettre à la plupart des applications et des jeux basés sur Microsoft Windows de fonctionner sous Linux sans modification.
D'autres facteurs de la gamme Steam Machines ont été pris en compte dans la conception du Steam Deck. Le Steam Controller a été développé par Valve durant la conception des Steam Machines. Certains des premiers prototypes de la manette comprenaient un petit écran LCD au milieu de la manette qui pouvait être programmé comme un second écran à côté du jeu auquel l'utilisateur jouait. L'une des idées de ce prototype était d'inclure le Steam Link, un dispositif matériel capable de diffuser le contenu d'un jeu d'un ordinateur exécutant Steam vers un autre moniteur en acheminant cette sortie vers l'écran disposée sur la manette de jeu. Valve a considéré cela comme un concept très précoce derrière le Steam Deck. En outre, leur expérience en essayant de convaincre d'autres fabricants de produire des Steam Machines a conduit Valve à réaliser qu'il était préférable de développer tout leur matériel en interne. Dalton a déclaré : « Il est devenu assez clair que plus nous faisons notre matériel en interne, plus nous pouvons, en quelque sorte, produire un paquet complet. »
Lorsque Valve a examiné les options pour mettre un appareil portable sur le marché du jeu-vidéo, ils ont fixé comme priorité que l'appareil devait être capable de jouer à la quasi-totalité de la ludothèque de Steam, et ont rejeté le matériel possible qui s'éloignait de la structure x86 qui aurait été plus facile à mettre en œuvre sous forme portable, mais qui aurait limité les jeux disponibles. Ce n'est que grâce à des discussions récentes avec AMD à propos de leur gammes de produits actuelles que Valve a pu identifier une approche technique permettant d'atteindre leur objectif de réaliser un appareil portable capable de lancer tous les jeux disponibles sur Steam sans surcharger l'unité de traitement. Les développeurs ont considéré que le Steam Deck était à l'épreuve du futur. Bien que les spécifications techniques soient modestes par rapport aux ordinateurs de jeux haut de gamme, ils ont estimé que les performances étaient bien équilibrées et que ce serait acceptable pour de nombreuses années, tout en envisageant des améliorations logicelles plus récentes, comme l'ajout de l'outil FidelityFX d'AMD. Bien qu'ils n'aient pas pour projet actuel de réaliser un Steam Deck 2, Valve a déclaré qu'il y aura probablement des itérations futures du matériel dans les années à venir, mais qu'elle s'attend à ce que le calendrier des sorties dépende de l'état actuel de la technologie des processeurs et des limites des appareils portables, plutôt qu'à un cycle de mise à jour régulier.
Selon Gabe Newell, la stratégie de vente du Steam Deck serait « très agressive », notamment avec des prix bas, puisque l'entreprise considère que le marché du mobile serait leur concurrent principal. Cependant, leur principal objectif était d'avoir un appareil performant ; Newell a déclaré : « La première chose était la performance et l'expérience utilisateur, c'était la contrainte la plus importante et la plus fondamentale qui était le moteur de tout cela. » Newell a reconnu que le prix de base était un peu plus élevé que prévu et « douloureux », mais nécessaire pour répondre aux attentes des joueurs qui voudraient avoir le Deck. Newell a poursuivi en disant qu'il pensait qu'il s'agissait d'une nouvelle catégorie de produits de matériel informatique personnel à laquelle Valve et d'autres fabricants d'ordinateurs continueraient de participer si le Steam Deck s'avérait être un succès commercial, et qu'il était donc nécessaire de maintenir le prix de l'unité à un niveau raisonnable pour démontrer sa viabilité. Le fait que le système soit relativement « ouvert » était également une caractéristique clé selon Newell, car il s'agit d'un « super pouvoir » des ordinateurs personnels par rapport aux systèmes de console typiques. Newell ne voulait pas que l'utilisateur final soit limité dans ce qu'il pouvait faire avec le matériel, par exemple en installant des logiciels autres que ceux de Steam.

### Annonce et sortie
Des rumeurs selon lesquelles Valve travaillait sur une console de jeux vidéo portable sont apparues en mai 2021, notamment à la suite de mises à jour du code source de Steam indiquant un nouveau dispositif « SteamPal » et de certains commentaires de Gabe Newell, PDG de Valve Corporation, concernant le développement par Valve de jeux pour les consoles. Ars Technica a pu confirmer qu'un nouveau système matériel était en cours de développement chez Valve.
Le 15 juillet 2021, Valve dévoile le Steam Deck. Les réservations de précommandes pour le Steam Deck démarrent le 16 juillet 2021 sur le magasin en ligne Steam. Peu après, les serveurs ont brièvement été inaccessibles en raison de la forte demande. Alors que les premières livraisons sont toujours prévues pour décembre 2021, Valve a indiqué aux nouveaux acheteurs que la disponibilité plus large sera plus tardive, les différents modèles étant prévus pour le deuxième trimestre 2022.
Les précommandes ont débuté le lendemain de l'annonce, le 16 juillet 2021. Le Steam Deck est initialement prévu pour être expédié en décembre 2021 aux États-Unis, au Canada, dans l'Union européenne et au Royaume-Uni, et dans d'autres régions du monde d'ici 2022. Les précommandes ne sont ouvertes qu'aux personnes ayant ouvert un compte Steam avant juin 2021, afin d'éviter que les revendeurs contrôlent l'accès à l'appareil. En septembre 2021, les kits de développement du Steam Deck sont livrés à plusieurs développeurs de jeux vidéo. La console est finalement disponible à partir du 25 février 2022, pour les personnes ayant précommandé la console, puis expédiée à partir du 28 février,.

## Caractéristiques techniques

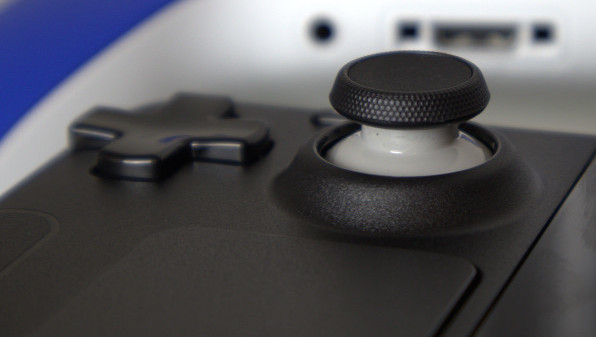
D-pad et sticks analogiques du Steam Deck

### Configuration matérielle

#### Puissance de calcul
Le Steam Deck comprend une unité de calcul accéléré (APU) sur la base des architectures Zen 2 et RDNA 2. Le processeur fonctionne avec une unité à quatre cœurs et huit threads et le processeur graphique avec huit unités de calcul, pour une performance totale estimée à 1,6 téraFLOPS. Ces deux composants utilisent tous deux des fréquences de synchronisation variables, le processeur utilisant entre 2,4 et 3,5 GHz et le processeur graphique entre 1,0 et 1,6 GHz, en fonction des besoins du processeur. Le Deck comprend 16 Go de RAM LPDDR5.
L'APU de la version OLED, sorti en 2023, est gravé plus fin, à 0,6 nm, pour plus d'efficacité.

#### Stockage
L'appareil est disponible en trois modèles basés sur les options de stockage interne. Le modèle de base comprend une unité de stockage interne eMMC de 64 Go. Le modèle milieu de gamme comprend 256 Go de stockage via un dispositif SSD NVMe, tandis que l'unité haut de gamme comprend une unité de stockage SSD NVMe de 512 Go. Selon Valve, l'espace de stockage n'est pas fait pour être remplacé, mais il serait tout de même possible de le faire, bien que difficile. Un espace de stockage supplémentaire est disponible via un emplacement pour carte μSD, qui prend également en charge les formats μSDXC et μSDHC.

#### Manette
Le Steam Deck comporte deux sticks, une croix directionnelle, des boutons ABXY, deux gâchettes de chaque côté de l'unité, quatre boutons supplémentaires à l'arrière de l'unité, ainsi que deux trackpads sous chaque stick,. Les sticks et les trackpads utilisent une détection capacitive, et l'unité comprend également un gyroscope pour permettre des contrôles plus spécialisés en mode portable. L'unité comprend également un retour haptique.

#### Connectivité, audio
Le Deck prend en charge la connectivité Bluetooth 5.0 pour les modèles LCD et 5.3 pour les modèles OLED (avec la prise en charge des nouveaux codecs tels que aptX HD et aptX low-latency) pour les périphériques d'entrée et comprend un support réseau Wi-Fi intégré répondant aux normes IEEE 802.11a/b/g/n/ac (WiFi 6E uniquement pour les modèles OLED). Le Deck prend en charge le son stéréo via un processeur de signal numérique et comprend un microphone intégrée et une prise casque.

#### Batterie
Le Deck est équipé d'une batterie 40 watts-heure qui, selon Valve, peut durer entre sept et huit heures dans le cas d'une « utilisation légère, comme la diffusion de jeux en continu, les petits jeux en 2D ou la navigation sur Internet ». Valve a estimé qu'en maintenant les fréquences d'images à environ 30 images par seconde, des jeux plus intensifs comme Portal 2 pouvaient être joués pendant cinq à six heures. Le logiciel du système comprend un limiteur de FPS optionnel qui équilibre les performances d'un jeu pour optimiser la durée de vie de la batterie.
La capacité des batterie des versions OLED est de 50 Wh pour une durée de vie comprise entre 3 et 12 heures.

#### Écran
L'unité principale du Deck est conçue pour être utilisée en main. Elle comprend un écran tactile LCD de 180 mm (sept pouces) d'une résolution de 1 280 × 800 pixels, qui fonctionne en 720p natif.
Depuis novembre 2023, Valve commercialise de nouvelles éditions du Steam Deck, avec notamment un écran OLED 90 Hz de 7,4 pouces (contre 7 pouces pour l’édition précédente), WiFi 6E et un espace de stockage proposé de 512 Go ou 1 To.

### Accessoire : Station d’accueil
Une station d'accueil distincte est mise sur le marché pour le Deck, disponible séparément. La station d'accueil peut être connectée à une source d'alimentation externe pour alimenter le Deck, et à un écran externe via les protocoles HDMI ou DisplayPort pour acheminer la sortie du Deck vers cet écran. Bien que limitée par la vitesse du processeur, la sortie d'affichage du Deck via la station d'accueil peut atteindre une résolution de 8k à 60 Hz ou de 4k à 120 Hz. Cette amélioration de la résolution peut également être obtenue en connectant le Deck directement par le biais d'un adaptateur USB vers HDMI sans utiliser la station d'accueil. Il n'y a aucun autre changement dans les performances du Steam Deck, qu'il soit connecté ou utilisé en mode portable. La station d'accueil prendra également en charge la connectivité réseau et les connexions USB pour les contrôleurs ou d'autres périphériques d'entrée. La station d'accueil peut également fonctionner avec toute station d'accueil tierce qui prend en charge un type d'interface similaire pour les appareils portables.

### SteamOS

#### Logiciel
Le Deck utilise une version personnalisée de SteamOS 3.0 basée sur Arch Linux. Le choix d'utilisation d'Arch Linux plutôt que Debian, le système d'exploitation sur lequel SteamOS 2.0 se base, se justifie par le fait que Valve cherchait à suivre l'approche rolling release, ce qui est une des caractéristiques principales d'Arch Linux. Une interface de programmation d'applications (API) spécifique au Steam Deck est mise à la disposition des développeurs de jeux, permettant à un jeu de spécifier certains paramètres s'il est exécuté sur un Steam Deck par rapport à un ordinateur normal.
Le Steam Deck inclut la prise en charge de Proton, une couche de comptabilité permettant de jouer à la plupart des jeux Microsoft Windows sur le système d'exploitation basé sur Linux. Selon ProtonDB, une base de données gérée par les utilisateurs du service qui compile des informations sur la compatibilité des jeux Steam sous Linux utilisant Proton, plusieurs des jeux les plus populaires de Steam n'étaient pas encore compatibles avec Proton, principalement en raison des contrôles anti-contournement et anti-triche. Valve a déclaré, à l'annonce du Steam Deck, que l'entreprise travaillait avec plusieurs vendeurs de ces solutions, notamment Easy Anti-Cheat et BattlEye, pour améliorer le support de Proton tout en encourageant le développement de versions spécifiques à Linux. Epic Games, l'entreprise derrière Easy Anti-Cheat et BattlEye, a annoncé publiquement le support pour Linux et les surcouches Wine et Proton le 23 et le 24 septembre, permettant aux développeurs d'activer le support pour de telles machines,. Valve a déclaré qu'en testant des jeux qui ne sont pas actuellement disponibles sur Linux ou compatibles avec la couche Proton, ils n'ont pas trouvé de jeu vidéo qui n'atteignait pas une performance minimale de 30 images par seconde sur la console, une mesure de performance comparable aux consoles de la huitième génération.

#### Interface
Le client Steam sur le Deck exécute une version révisée de la vitrine actuelle pour les ordinateurs de bureau. Contrairement au mode Big Picture destiné aux écrans de télévision, qui a été traité comme une branche logicielle distincte au sein de Valve, la version Deck du client Steam reste cohérente avec la version de bureau, ajoutant des fonctions et des éléments d'interface pour faciliter la navigation dans Steam à l'aide d'une manette, ainsi que des indicateurs typiques des systèmes portables tels que l'autonomie de la batterie et la connectivité sans fil. La version de Steam fonctionnant sur le Deck supportera toutes les autres fonctions de Steam, y compris la prise en charge des listes d'amis, l'accès aux communautés de jeu et le support du Steam Workshop.
Lors de la sortie, les utilisateurs doivent télécharger des jeux sur le Steam Deck pour les stocker soit sur le stockage interne, soit sur une carte SD, chaque périphérique de stockage étant traité comme une bibliothèque Steam distincte pour les jeux. Cela permet d'échanger des cartes SD avec différentes bibliothèques Steam. Valve étudie la possibilité de précharger des jeux sur une carte SD en dehors du Steam Deck, par exemple via un ordinateur personnel.

#### Logiciels tiers
Bien que le Deck soit conçu pour jouer à des jeux basés sur Steam, il peut être chargé avec des logiciels tiers, tels que des vitrines alternatives comme Epic Games Store ou EA Play, ou même utiliser des services de jeu à la demande comme Google Stadia et Amazon Luna. L'utilisateur peut même choisir de remplacer SteamOS par un autre système d'exploitation. Phil Spencer, dirigeant de Xbox Game Studios, a affirmé que le navigateur intégré du Deck prend en charge le Xbox Cloud Gaming, ce qui permet aux personnes abonnées au Xbox Game Pass d'accéder à leur bibliothèque de jeu. Le Steam Deck prend en charge le multiboot à partir de différents systèmes d'exploitation, ainsi que le démarrage à partir d'un système d'exploitation chargé sur une carte μSD.

#### Steam Remote Play
Le client du Deck comprendra également la fonction Steam Remote Play, qui permet à l'utilisateur de diffuser sur le Deck des jeux s'exécutant sur un ordinateur personnel situé sur le même réseau. Remote Play permet également d'utiliser le Deck comme contrôleur d'un jeu s'exécutant sur un ordinateur, offrant ainsi des options de contrôle supplémentaires au-delà du clavier et de la souris traditionnels ou des systèmes de contrôle courants. Le logiciel Steam prendra également en charge la suspension d'un jeu en cours, une fonctionnalité que Valve voulait ajouter dès le départ et qui a nécessité du temps, des efforts et des discussions avec AMD pour qu'elle fonctionne correctement. Sinon, les jeux qui ne tirent pas parti de l'API du Steam Deck voient les entrées de la manette de la console converties automatiquement. Par exemple, les manettes tactiles du Deck convertissent les entrées de manière appropriée pour les jeux qui utilisent généralement le clavier et la souris.

## Accueil
La réaction initiale du public à l'annonce du Steam Deck a été positive. Tim Sweeney, fondateur d'Epic Games, et Phil Spencer, dirigeant de Xbox Games Studios, ont complimenté Valve à propos du Steam Deck, Sweeney le qualifiant de « geste incroyable de la part de Valve »[réf. nécessaire], et Spencer félicitant Valve « d'avoir enthousiasmé tant d'entre nous à l'idée de pouvoir emporter nos jeux avec nous partout, où que nous décidions de jouer ».

### Comparaison avec la Nintendo Switch
De nombreux médias ont comparé cette console à la Nintendo Switch, généralement reconnue comme la première véritable console de jeu vidéo hybride. Selon The Verge, de manière générale, le Steam Deck serait une machine plus puissante que la Switch, mais que cette puissance s'accompagnait d'un compromis sur l'autonomie de la batterie qui serait meilleure sur la Switch. De plus, The Verge a reconnu que les spécifications du Deck seraient plus comparables à la puissance des consoles de la huitième génération comme la Xbox One et la PlayStation 4, bien qu'elles utilisaient des versions mises à jour des composants qui avaient alimenté ces systèmes. Numerama a déclaré que si le Deck et la Switch peuvent être similaires dans leur concept, les deux n'étaient pas des appareils concurrents en raison de leur conception, la Switch étant une console accessible et grand public, tandis que le Deck, pensé comme un ordinateur, était destiné aux joueurs plus expérimentés. Digital Foundry a identifié que, bien que le matériel de la Deck puisse être plus puissant, les développeurs ne sont pas nécessairement en mesure d'obtenir un accès de bas niveau au processeur et à la carte graphique, comme les développeurs travaillant sur la Nintendo Switch peuvent le faire. Alors que les jeux Switch peuvent être fortement optimisés pour ce système, l'optimisation des jeux pour la Deck peut être entravée, selon Digital Foundry, ce qui favorise ces deux systèmes en termes de concurrence.

### Ventes
Pendant cinq semaines consécutives, la console Steam Deck est le 2e produit le plus vendu sur Steam si l'on se rapporte aux données de SteamDB. Selon le créateur de cette base de données, Pavel Djundik, il y a eu plus de 110 000 précommandes au sein de l'Amérique du Nord, du Royaume-Uni et de l'Union Européenne réunis, dans les 90 premières minutes après sa mise en vente en juillet 2021. Le PDG de Valve Gabe Newell confie même à IGN : « Si nous faisons ça bien, nous allons les vendre en millions d'unités ». Ces chiffres positifs permettent en tout cas à Lawrence Yang de déclarer en février 2022 que la production de Steam Deck grimperait jusqu'aux centaines de milliers d'unités durant son deuxième mois,.
En octobre 2022, le développeur de KDE David Edmunson, qui a travaillé en collaboration avec Valve pour l’élaboration du software du Steam Deck, s'exprime lors de la conférence Akademy 2022 et révèle que la console a dépassé le million de ventes,,,.
En novembre 2023, Lawrence Yang et Pierre-Loup Griffais, concepteurs pour Valve, partagent aux journalistes de The Verge que le Steam Deck s'est déjà vendu à plusieurs millions d'exemplaires.
Selon l'International Data Corporation, plus de 3,7 millions auraient été vendus en février 2025, après trois années de commercialisation.